# Gekuifde koketkolibrie
De gekuifde koketkolibrie (Lophornis ornatus) is een vogel uit de familie Trochilidae (Kolibries) die voorkomt in het noorden van Zuid-Amerika.

## Kenmerken
Deze vogel heeft een rossige kam en een koperachtige groene rug met een witachtige stuitband die prominent aanwezig is tijdens de vlucht. Het voorhoofd en onderdelen zijn groen, met zwart-gevlekte rossige pluimen aan de halskanten. De staart is goudkleurig.
Het vrouwtje mist de kuif en pluimen. Ze heeft groene bovendelen, met uitzondering van de witachtige staartband, en rossige onderdelen, die op de buik veel bleker zijn. De staart is meestal brons groen met een donkere band en witachtige puntjes op de veren. Onvolwassen mannetjes lijken op de vrouwtjes, maar de keel is witachtig met fijne donkere spikkels. De zwart-getipte rode snavel is kort en recht. De lichaamslengte bedraagt 7 cm en het gewicht 2 gram.

## Leefwijze
Hun voedsel bestaat uit nectar uit een grote verscheidenheid aan bloemen, maar ook kleine ongewervelden staan op het menu.

## Voortplanting
Het vrouwtje legt twee eieren in een klein nest, dat gemaakt is van fijne plantenvezels en spinnenwebben en geplaatst is op een tak op ongeveer 2 meter boven de grond. Deze worden in 13 tot 14 dagen uitgebroed door het vrouwtje. De jongen vliegen na 20 dagen uit.

## Verspreiding
Deze standvogel komt voor in het oosten van Venezuela, Frans-Guyana, Guyana, Suriname, het noorden van Brazilië en de eilanden Trinidad en Tobago. Hij bewoont daar open landschappen, tuinen en cultuurlandschappen.

## Status
De grootte van de populatie van de gekuifde koketkolibrie is niet gekwantificeerd. De vogel is niet algemeen en neemt in aantal af. Echter, het tempo van de achteruitgang ligt onder de 30% in tien jaar (minder dan 3,5% per jaar). Om deze redenen staat de gekuifde koketkolibrie als niet bedreigd op de Rode Lijst van de IUCN.